# Роберти, Карло
Карло Роберти (итал. Carlo Roberti; 1605, Рим, Папская область — 14 февраля 1673, там же) — итальянский куриальный кардинал и папский дипломат. Титулярный архиепископ Тарсо со 2 декабря 1658 по 7 марта 1667. Апостольский нунций в Турине с 24 декабря 1658 по 28 апреля 1664. Апостольский нунций во Франции с 28 апреля 1664 по 1 апреля 1667. Апостольский легат в Романье с 22 августа 1667 по 6 октября 1670. Кардинал in pectore с 15 февраля 1666 по 7 марта 1667. Кардинал-священник с 7 марта 1667, с титулом церкви Санта-Мария-ин-Арачели с 18 июля 1667 по 14 февраля 1673.